# Alexander Méndoza
Alexander Méndoza est un footballeur international salvadorien né le 4 juin 1990 à Acajutla dans le département de Sonsonate. Il évolue au poste de défenseur avec le CD FAS en Primerà Division et avec la sélection salvadorienne.

## Palmarès
vierge